# ناحیه قضایی فدرال ایالات متحده آمریکا

نقشه دادگاه‌های استیناف و ناحیه آمریکا

کنگره ایالات متحده آمریکا ایالات متحده آمریکا را برای مقاصد مربوط به قوه قضائیه فدرال به ناحیه‌های قضایی تقسیم کرده‌است. ۹۴ ناحیه قضایی فدرال وجود دارد که در هر ایالت آمریکا، ناحیه کلمبیا و پورتوریکو اقلاً یک ناحیه وجود دارد. سه قلمروی آمریکا، جزایر ویرجین، گوام و جزایر ماریانای شمالی دادگاه‌های ناحیه برای رسیدگی به پرونده‌های فدرال از جمله پرونده‌های ورشکستگی دارند. تقسیم‌بندی ناحیه‌ها در 28 U.S.C. §§ 81–131 موجود است.
هر ناحیه دادگاه ناحیه ایالات متحده خود را دارد (و یک دادگاه ورشکستگی تحت اقتدار آن است) و شامل قضات، منشی‌ها، گزارشگران دادگاه و دیگران کارکنان خدماتی می‌شوند که هم در استخدام قوه قضائیه حکومت هستند و زیر نظر اداره اداری دادگاه‌ها در واشینگتن فعالیت می‌کنند. همچنین در هر ناحیه یک دادستان ایالات متحده آمریکا حضور دارد که وکیل حکومت فدرال در ناحیه است و هم پرونده‌های جنایی فدرال را مورد تعقیب قضایی قرار می‌دهد و هم از حکومت (و کارکنانش) در پرونده‌های مدنی علیه آن‌ها دفاع می‌کند؛ دادستان ایالات متحده در استخدام وزارت دادگستری ایالات متحده آمریکا، که بخشی از قوهٔ مجریه است قرار دارد، نه قوه قضائیه. همچنین یک مدافع عموم فدرال در هر یک حضور دارد که نماینده مردمی است که متهم به جرایم فدرال شده‌اند ولی استطاعت استخدام وکیل خود را ندارند. بعضی از مدافعین عموم بیش از یک ناحیه را پوشش می‌دهند. هر ناحیه همچنین یک مارشال ایالات متحده دارد که در نظام دادگاهی کار می‌کند.

## فهرست ناحیه‌ها
حدول زیر فهرستی از ناحیه‌های قضایی و مکانی است که هر دادگاه در هر ناحیه قرار دارد (تشکیل جلسه می‌دهد):
| مدار                                           | ایالت           | ناحیه           | کرسی(ها) |
| ---------------------------------------------- | --------------- | --------------- | --- |
| دادگاه استیناف حوزه یازدهم ایالات متحده آمریکا | آلاباما         | شمالی           | فلارنس، آلاباما، هانتسویل، آلاباما، دیکیتر، آلاباما، برمینگم، آلاباما، آنیستون (آلاباما), تاسکالوسا، آلاباما                                                                        |
| دادگاه استیناف حوزه یازدهم ایالات متحده آمریکا | آلاباما         | میانی           | مونتگمری (آلاباما), دوثن، آلاباما، اوپلیکا، آلاباما |
| دادگاه استیناف حوزه یازدهم ایالات متحده آمریکا | آلاباما         | جنوبی           | موبیل، آلاباما |
| دادگاه استیناف حوزه نهم ایالات متحده آمریکا    | Alaska          | Alaska          | انکوریج، فربنکس، جونو، آلاسکا، کچیکان، آلاسکا، نوم، آلاسکا |
| دادگاه استیناف حوزه نهم ایالات متحده آمریکا    | آریزونا         | آریزونا         | فینیکس، آریزونا، پرسکت، آریزونا، توسان، یوما، آریزونا، فلگستف، آریزونا |
| دادگاه استیناف حوزه هشتم ایالات متحده آمریکا   | آرکانزاس        | شرقی            | Helena, لیتل راک، آرکانزاس، پاین بلاف، آرکانزاس، بتسویل (آرکانزاس), جونزبرو (آرکانزاس)                                                                                              |
| دادگاه استیناف حوزه هشتم ایالات متحده آمریکا   | آرکانزاس        | غربی            | تکسارکانا (آرکانزاس), الدورادو (آرکانزاس), فورت اسمیت (آرکانزاس), هریسون (آرکانزاس), فیت‌ویل (آرکانزاس), هات اسپرینگز (آرکانزاس)                                                     |
| دادگاه استیناف حوزه نهم ایالات متحده آمریکا    | کالیفرنیا       | شمالی           | اورکا، کالیفرنیا، اوکلند، کالیفرنیا، سان فرانسیسکو، سن خوزه، کالیفرنیا |
| دادگاه استیناف حوزه نهم ایالات متحده آمریکا    | کالیفرنیا       | شرقی            | فرزنو، کالیفرنیا، ردینگ، کالیفرنیا، ساکرامنتو، کالیفرنیا، بیکرزفیلد، کالیفرنیا، پارک ملی یوسیمیتی                                                                                   |
| دادگاه استیناف حوزه نهم ایالات متحده آمریکا    | کالیفرنیا       | مرکزی           | ریورساید، کالیفرنیا، لس آنجلس، سانتا آنا، کالیفرنیا |
| دادگاه استیناف حوزه نهم ایالات متحده آمریکا    | کالیفرنیا       | جنوبی           | سن دیگو، ال سنترو، کالیفرنیا |
| دادگاه استیناف حوزه دهم ایالات متحده آمریکا    | کلرادو          | کلرادو          | دنور، کلرادو، دورانگو، کلرادو، گراند جانکشن، کلرادو، کلرادو اسپرینگز، کلرادو |
| دادگاه استیناف حوزه دوم ایالات متحده آمریکا    | کنتیکت          | کنتیکت          | بریجپورت، کنتیکت، هارتفورد، کنتیکت، نیوهیون، کنتیکت |
| دادگاه استیناف حوزه سوم ایالات متحده آمریکا    | دلاور           | دلاور           | ویلمینگتون، دلاور |
| دادگاه استیناف حوزه چهارم ایالات متحده آمریکا  | ناحیه کلمبیا    | ناحیه کلمبیا    | واشینگتن، دی.سی. |
| دادگاه استیناف حوزه یازدهم ایالات متحده آمریکا | فلوریدا         | شمالی           | گینزویل، فلوریدا، پاناما سیتی، فلوریدا، پنساکولا، فلوریدا، تالاهاسی |
| دادگاه استیناف حوزه یازدهم ایالات متحده آمریکا | فلوریدا         | میانی           | فورت مایرز، فلوریدا، جکسون‌ویل، فلوریدا، اوکالا، فلوریدا، اورلندو، فلوریدا، تمپا، فلوریدا                                                                                            |
| دادگاه استیناف حوزه یازدهم ایالات متحده آمریکا | فلوریدا         | جنوبی           | فورت لادردیل، فلوریدا، فورت پیرس، فلوریدا، کی وست، فلوریدا، میامی (فلوریدا), وست پام بیچ، فلوریدا                                                                                   |
| دادگاه استیناف حوزه یازدهم ایالات متحده آمریکا | جورجیا          | شمالی           | گینس ویل، جورجیا، آتلانتا، رم، جورجیا، نیونن، جورجیا |
| دادگاه استیناف حوزه یازدهم ایالات متحده آمریکا | جورجیا          | میانی           | آتن، جورجیا، ماکن، جورجیا، کلمبوس، جورجیا، آلبانی، جورجیا، والدستا، جورجیا |
| دادگاه استیناف حوزه یازدهم ایالات متحده آمریکا | جورجیا          | جنوبی           | آگوستا، جورجیا، دابلین، جورجیا، ساوانا، جورجیا، ویکراس، جورجیا، برونس ویک، جورجیا، استیسبرو، جورجیا                                                                                 |
| دادگاه استیناف حوزه نهم ایالات متحده آمریکا    | هاوایی          | هاوایی          | هونولولو |
| دادگاه استیناف حوزه نهم ایالات متحده آمریکا    | آیداهو          | آیداهو          | بویزی، آیداهو، کار د لین، آیداهو، مسکو، آیداهو، پوکاتلو، آیداهو |
| دادگاه استیناف حوزه هفتم ایالات متحده آمریکا   | ایلینوی         | شمالی           | شیکاگو، راک‌فورد، ایلینوی |
| دادگاه استیناف حوزه هفتم ایالات متحده آمریکا   | ایلینوی         | مرکزی           | اوربانا، ایلینوی، پئوریا، ایلینوی، راک‌آیلند، ایلینوی، اسپرینگ‌فیلد، ایلینوی |
| دادگاه استیناف حوزه هفتم ایالات متحده آمریکا   | ایلینوی         | جنوبی           | بنتون، ایلینوی، ایست سنت لوئیس، ایلینوی |
| دادگاه استیناف حوزه هفتم ایالات متحده آمریکا   | ایندیانا        | شمالی           | فورت‌وین، ایندیانا، ساوث بند، ایندیانا، هموند، ایندیانا، لافیت، ایندیانا |
| دادگاه استیناف حوزه هفتم ایالات متحده آمریکا   | ایندیانا        | جنوبی           | ایندیاناپلیس، تره‌هوت، ایندیانا، اوانزویل، ایندیانا، نیو آلبانی، ایندیانا |
| دادگاه استیناف حوزه هشتم ایالات متحده آمریکا   | آیووا           | شمالی           | سدار راپیدز، آیووا، سو سیتی، آیووا |
| دادگاه استیناف حوزه هشتم ایالات متحده آمریکا   | آیووا           | جنوبی           | دموین، آیووا، کونسیل بلوفس، آیووا، دونپورت، آیووا |
| دادگاه استیناف حوزه دهم ایالات متحده آمریکا    | کانزاس          | کانزاس          | کانزاس‌سیتی، کانزاس، توپیکا، کانزاس، ویچیتا، کانزاس |
| دادگاه استیناف حوزه ششم ایالات متحده آمریکا    | کنتاکی          | شرقی            | اشلند، کنتاکی، کاوینگتن، کنتاکی، فرانکفورت، کنتاکی، لکسینگتون، کنتاکی، لندن، کنتاکی، پایکویل، کنتاکی                                                                                |
| دادگاه استیناف حوزه ششم ایالات متحده آمریکا    | کنتاکی          | غربی            | بولینگ گرین، کنتاکی، لوییویل، کنتاکی، اوونزبروو، کنتاکی، پدوکا، کنتاکی |
| دادگاه استیناف حوزه پنجم ایالات متحده آمریکا   | لوئیزیانا       | شرقی            | نیواورلئان، لوئیزیانا |
| دادگاه استیناف حوزه پنجم ایالات متحده آمریکا   | لوئیزیانا       | میانی           | باتون‌روژ، لوئیزیانا |
| دادگاه استیناف حوزه پنجم ایالات متحده آمریکا   | لوئیزیانا       | غربی            | الکساندریا، لوئیزیانا، لافایت، لوئیزیانا، لیک چارلز، لوئیزیانا، منروو، لوئیزیانا، شریوپورت، لوئیزیانا                                                                               |
| دادگاه استیناف حوزه یکم ایالات متحده آمریکا    | مین             | مین             | بنگر، مین، پورتلند، مین |
| دادگاه استیناف حوزه چهارم ایالات متحده آمریکا  | مریلند          | مریلند          | بالتیمور، گرینبلت، مریلند |
| دادگاه استیناف حوزه یکم ایالات متحده آمریکا    | ماساچوست        | ماساچوست        | بوستون، اسپرینگفیلد، ماساچوست، ووستر، ماساچوست |
| دادگاه استیناف حوزه ششم ایالات متحده آمریکا    | میشیگان         | شرقی            | ان آربر، میشیگان، دیترویت، فلینت، میشیگان، پورت هارون، میشیگان، بی سیتی، میشیگان |
| دادگاه استیناف حوزه ششم ایالات متحده آمریکا    | میشیگان         | غربی            | گرندرپیدز، میشیگان، کالامزو، میشیگان، لنسینگ، میشیگان، مارکیوت، میشیگان |
| دادگاه استیناف حوزه هشتم ایالات متحده آمریکا   | مینه‌سوتا        | مینه‌سوتا        | سینت پل، مینه‌سوتا، مینیاپولیس، دلوث، مینه‌سوتا، فرگس فالز، مینه‌سوتا |
| دادگاه استیناف حوزه پنجم ایالات متحده آمریکا   | میسیسیپی        | شمالی           | ابردین، میسیسیپی، آکسفورد، میسیسیپی، گرینویل، میسیسیپی |
| دادگاه استیناف حوزه پنجم ایالات متحده آمریکا   | میسیسیپی        | جنوبی           | جکسون، میسیسیپی، نچیز، میسیسیپی، گالفپورت، میسیسیپی، هتیزبرگ، میسیسیپی |
| دادگاه استیناف حوزه هشتم ایالات متحده آمریکا   | میزوری          | شرقی            | سنت لوئیس، هانیبال (میزوری), کیپ ژراردو، میزوری |
| دادگاه استیناف حوزه هشتم ایالات متحده آمریکا   | میزوری          | غربی            | کانزاس‌سیتی، میزوری، جاپلین، میزوری، سنت جوزف، میزوری، جفرسون‌سیتی، اسپرینگفیلد، میزوری                                                                                               |
| دادگاه استیناف حوزه نهم ایالات متحده آمریکا    | مونتانا         | مونتانا         | بیلینگز، بوت، مونتانا، گریت فالز، مونتانا، هلنا (مونتانا), میزولا، مونتانا |
| دادگاه استیناف حوزه هشتم ایالات متحده آمریکا   | نبراسکا         | نبراسکا         | لینکلن، نبراسکا، پلت شمالی، نبراسکا، اوماها، نبراسکا |
| دادگاه استیناف حوزه نهم ایالات متحده آمریکا    | نوادا           | نوادا           | لاس وگاس، رینو، نوادا |
| دادگاه استیناف حوزه یکم ایالات متحده آمریکا    | نیوهمپشایر      | نیوهمپشایر      | کنکورد، نیوهمپشایر |
| دادگاه استیناف حوزه سوم ایالات متحده آمریکا    | نیوجرسی         | نیوجرسی         | کمدن، نیوجرسی، نیوآرک، نیوجرسی، ترنتون |
| دادگاه استیناف حوزه دهم ایالات متحده آمریکا    | نیومکزیکو       | نیومکزیکو       | البوکرکی، نیومکزیکو، لاس کروسس، نیومکزیکو، رازول، نیومکزیکو، سانتافه، نیومکزیکو |
| دادگاه استیناف حوزه دوم ایالات متحده آمریکا    | نیویورک         | شمالی           | آلبانی، نیویورک، بینگهمتون، نیویورک، پلاتس بورگ، نیویورک، سیراکیوز، نیویورک، یوتیکا، نیویورک                                                                                        |
| دادگاه استیناف حوزه دوم ایالات متحده آمریکا    | نیویورک         | جنوبی           | نیویورک، وایت پلینز، نیویورک |
| دادگاه استیناف حوزه دوم ایالات متحده آمریکا    | نیویورک         | شرقی            | بروکلین، مرکزی Islip |
| دادگاه استیناف حوزه دوم ایالات متحده آمریکا    | نیویورک         | غربی            | بوفالو، نیویورک، راچستر، نیویورک |
| دادگاه استیناف حوزه چهارم ایالات متحده آمریکا  | کارولینای شمالی | شرقی            | الیزبت‌سیتی، کارولینای شمالی، فایت‌ویل، کارولینای شمالی، گرینویل، کارولینای شمالی، نیو برن، کارولینای شمالی، رالی، کارولینای شمالی، ویلمینگتن، کارولینای شمالی                        |
| دادگاه استیناف حوزه چهارم ایالات متحده آمریکا  | کارولینای شمالی | میانی           | دورهام، کارولینای شمالی، گرینزبورو، کارولینای شمالی، وینستون-سیلم |
| دادگاه استیناف حوزه چهارم ایالات متحده آمریکا  | کارولینای شمالی | غربی            | اشویل، کارولینای شمالی، شارلوت، کارولینای شمالی، استیتسویل، کارولینای شمالی |
| دادگاه استیناف حوزه هشتم ایالات متحده آمریکا   | داکوتای شمالی   | داکوتای شمالی   | بیسمارک، داکوتای شمالی، فارگو، داکوتای شمالی، گرند فرک، داکوتای شمالی، ماینت، داکوتای شمالی                                                                                         |
| دادگاه استیناف حوزه ششم ایالات متحده آمریکا    | اوهایو          | شمالی           | کلیولند، اوهایو، یانگزتاون، اوهایو، اکران، اوهایو، تولیدو، اوهایو |
| دادگاه استیناف حوزه ششم ایالات متحده آمریکا    | اوهایو          | جنوبی           | سینسیناتی، اوهایو، دیتون، اوهایو، کلمبوس، اوهایو |
| دادگاه استیناف حوزه دهم ایالات متحده آمریکا    | اکلاهما         | شمالی           | تالسا، اکلاهما |
| دادگاه استیناف حوزه دهم ایالات متحده آمریکا    | اکلاهما         | شرقی            | ماسکووگی، اکلاهما |
| دادگاه استیناف حوزه دهم ایالات متحده آمریکا    | اکلاهما         | غربی            | اکلاهما سیتی |
| دادگاه استیناف حوزه نهم ایالات متحده آمریکا    | اورگن           | اورگن           | یوجین، اورگن، مدفود، اورگن، پندلتن، اورگن، پورتلند، اورگن |
| دادگاه استیناف حوزه سوم ایالات متحده آمریکا    | پنسیلوانیا      | شرقی            | آلن‌تاون، پنسیلوانیا، ایستون، پنسیلوانیا، ریدینگ، پنسیلوانیا، فیلادلفیا، پنسیلوانیا                                                                                                  |
| دادگاه استیناف حوزه سوم ایالات متحده آمریکا    | پنسیلوانیا      | میانی           | هریسبورگ، پنسیلوانیا، اسکرانتون، پنسیلوانیا، ویلکس-بار، پنسیلوانیا، ویلیام‌اسپورت، پنسیلوانیا                                                                                        |
| دادگاه استیناف حوزه سوم ایالات متحده آمریکا    | پنسیلوانیا      | غربی            | ایری، پنسیلوانیا، جانزتاون، پنسیلوانیا، پیتسبرگ، پنسیلوانیا |
| دادگاه استیناف حوزه یکم ایالات متحده آمریکا    | پورتو ریکو      | پورتو ریکو      | سان خوآن |
| دادگاه استیناف حوزه یکم ایالات متحده آمریکا    | رود آیلند       | رود آیلند       | پراویدنس |
| دادگاه استیناف حوزه چهارم ایالات متحده آمریکا  | کارولینای جنوبی | کارولینای جنوبی | چارلستون، کارولینای جنوبی، کلمبیا، کارولینای جنوبی، فلرنس، کارولینای جنوبی، ایکن، کارولینای جنوبی، گرینویل، کارولینای جنوبی، اندرسون، کارولینای جنوبی، اسپارتنبورگ، کارولینای جنوبی |
| دادگاه استیناف حوزه هشتم ایالات متحده آمریکا   | داکوتای جنوبی   | داکوتای جنوبی   | ابردین، داکوتای جنوبی، سو فالز، داکوتای جنوبی، پیر، داکوتای جنوبی، رپید سیتی، داکوتای جنوبی                                                                                         |
| دادگاه استیناف حوزه ششم ایالات متحده آمریکا    | تنسی            | شرقی            | ناکسویل، تنسی، گرینویل، تنسی، چاتانوگا، تنسی، وینچستر، تنسی |
| دادگاه استیناف حوزه ششم ایالات متحده آمریکا    | تنسی            | میانی           | نشویل، کوکویل، تنسی، کلمبیا، تنسی |
| دادگاه استیناف حوزه ششم ایالات متحده آمریکا    | تنسی            | غربی            | جکسن، تنسی، ممفیس (تنسی) |
| دادگاه استیناف حوزه پنجم ایالات متحده آمریکا   | تگزاس           | شمالی           | دالاس، فورت وورث، تگزاس، ابیلین، تگزاس، سن آنجلو، تگزاس، آماریلو، تگزاس، ویچیتا فالز، تگزاس، لاباک، تگزاس                                                                           |
| دادگاه استیناف حوزه پنجم ایالات متحده آمریکا   | تگزاس           | جنوبی           | گالوستون، تگزاس، هیوستون، لاریدو، تگزاس، براونزویل، تگزاس، ویکتوریا، تگزاس، کورپس کریستی، مک‌آلن                                                                                     |
| دادگاه استیناف حوزه پنجم ایالات متحده آمریکا   | تگزاس           | شرقی            | تایلر، تگزاس، بومانت، تگزاس، شرمن، تگزاس، مارشال، تگزاس، تکسارکنا، تگزاس، لوفکین، تگزاس                                                                                             |
| دادگاه استیناف حوزه پنجم ایالات متحده آمریکا   | تگزاس           | غربی            | آستین، تگزاس، ویکو، تگزاس، ال پاسو، سن آنتونیو، دل ریو، تگزاس، پیکس، تگزاس، میدلند، تگزاس، آلپاین، تگزاس، فورت هود                                                                  |
| دادگاه استیناف حوزه دهم ایالات متحده آمریکا    | یوتا            | یوتا            | سالت‌لیک‌سیتی، سنت جرج، یوتا |
| دادگاه استیناف حوزه دوم ایالات متحده آمریکا    | ورمانت          | ورمانت          | Brattleboro, برلینگتون، ورمانت، راتلند (شهر)، ورمونت |
| دادگاه استیناف حوزه چهارم ایالات متحده آمریکا  | ویرجینیا        | شرقی            | الکساندریا، ویرجینیا، نیوپورت نیوز، ویرجینیا، نورفک، ویرجینیا، ریچموند، ویرجینیا |
| دادگاه استیناف حوزه چهارم ایالات متحده آمریکا  | ویرجینیا        | غربی            | ابینگدام، ویرجینیا، Big Stone Gap, شارلوتزویل، ویرجینیا، دنویل، ویرجینیا، هریسونبرگ، ویرجینیا، لینچبرگ، ویرجینیا، رونوک، ویرجینیا                                                   |
| دادگاه استیناف حوزه نهم ایالات متحده آمریکا    | واشینگتن        | شرقی            | اسپوکن، یاکیما، واشینگتن، ریچلند، واشینگتن |
| دادگاه استیناف حوزه نهم ایالات متحده آمریکا    | واشینگتن        | غربی            | سیاتل، تاکوما، واشینگتن |
| دادگاه استیناف حوزه چهارم ایالات متحده آمریکا  | ویرجینیای غربی  | شمالی           | کلارکسبرگ، ویرجینیای غربی، الکینس، ویرجینیای غربی، مارتینزبرگ، ویرجینیای غربی، ویلینگ، ویرجینیای غربی                                                                               |
| دادگاه استیناف حوزه چهارم ایالات متحده آمریکا  | ویرجینیای غربی  | جنوبی           | بکلی، ویرجینیای غربی، بلوفیلد، ویرجینیای غربی، چارلستون (ویرجینیای غربی), هانتینگتون، ویرجینیای غربی                                                                                |
| دادگاه استیناف حوزه هفتم ایالات متحده آمریکا   | ویسکانسین       | شرقی            | گرین‌بی، ویسکانسین، میلواکی، ویسکانسین |
| دادگاه استیناف حوزه هفتم ایالات متحده آمریکا   | ویسکانسین       | غربی            | مدیسن، ویسکانسین |
| دادگاه استیناف حوزه دهم ایالات متحده آمریکا    | وایومینگ        | وایومینگ        | کسپر، وایومینگ، شاین، وایومینگ، ماموت، وایومینگ |